# Mojito

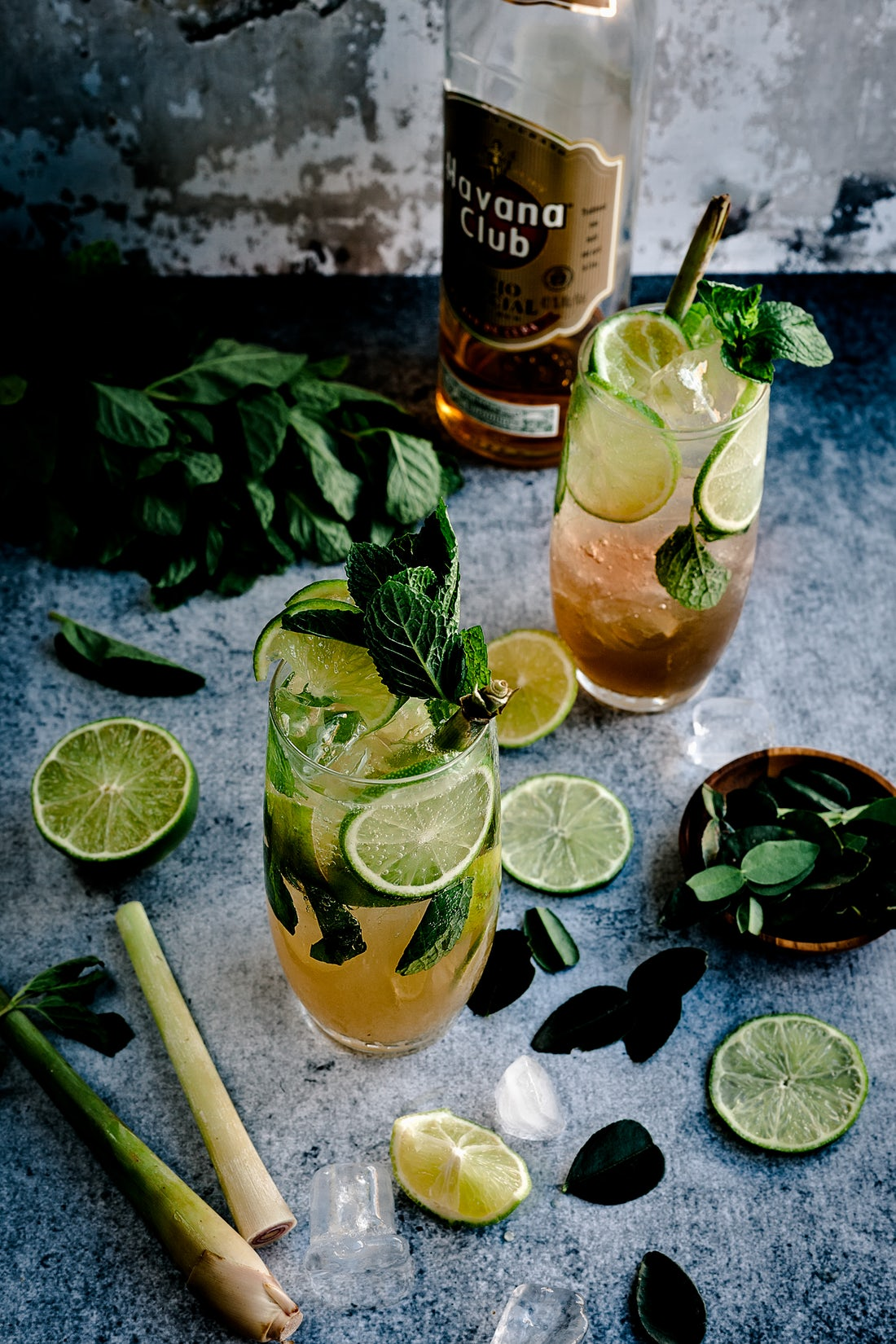
Mojito

Der Mojito [moˈxiːto] ist ein Cocktail aus hellem kubanischen Rum, Limettensaft, Minze, Rohrzucker und Sodawasser. Er gehört zu den bekanntesten Mixgetränken. Aufgrund seines Volumens kann der Mojito zu den Longdrinks gezählt werden.

## Geschichte
Der Mojito ist ein ursprünglich kubanischer Drink, über die Entstehung seines Namens kursieren jedoch verschiedene Erklärungen. Einer Erzählung zufolge soll die Bezeichnung vom westafrikanischen Wort mojo abgeleitet sein, einem Stoffbeutel mit magischen Gewürzen und Zaubergegenständen – als diminutive (verniedlichende) Form dieses Lehnwortes würde mojito folglich „kleiner Zauber“ bedeuten. Es gibt auch eine gleichnamige Gewürzmischung, von der der Name rühren könnte, allerdings wird diese mojo eigentlich mit Pomeranzen, nicht mit Limetten zubereitet. Das Wort könnte auch vom Spanischen mojar (nass machen) abgeleitet sein und eine Verkürzung des Adjektivs mojadito (etwas nass) oder mojado (nass) darstellen.
Der Mojito geht auf eine lange Tradition von Rum-Getränken in der Karibik zurück. So soll bereits im 16. Jahrhundert der britische Freibeuter Francis Drake ein Getränk aus Zucker, echten Limetten (einer sauren, aromatischen karibischen Sorte), Aguardiente de Caña (ein einfacher Zuckerrohrschnaps) und Minze gegen seine Magenbeschwerden konsumiert haben. Von den Spaniern wurde Drake gefürchtet und erhielt den Spitznamen „El Draque“ (span. der Drache), und so nannte man auch das Getränk, das später mit Rum gemischt wurde, als sich dessen Herstellung in der Karibik verbreitete. Der kubanische Autor Rámon de Palma schrieb 1838 in seiner Geschichte El Cólera en Habana: „Jeden Tag um elf Uhr nehme ich einen Draquecito ein, und das tut mir sehr gut.“
Als Mojito wurde diese Mischung erst Anfang des 20. Jahrhunderts bezeichnet: Dem Autor Ciro Bianchi Ross und dem kubanischen Historiker Miguel Bonera zufolge sei der Mojito erstmals 1910 in gedruckter Form erschienen und wurde im La Concha in Havanna ausgeschenkt. Zu dieser Zeit waren eisgekühlte Drinks äußerst beliebt, und Eis wurde schon lange kommerziell produziert. Zur Legende wurde der Mojito schließlich durch Ernest Hemingway, der ihn bei Angel Martinez in seiner Stammbar La Bodeguita del Medio in Havanna bestellte. Einer seiner Aussprüche hängt dort heute über der Theke: „My Mojito in La Bodeguita, my Daiquiri in El Floridita“ („Meinen Mojito in der Bodeguita, meinen Daiquiri in der Floridita“).

## Zubereitung

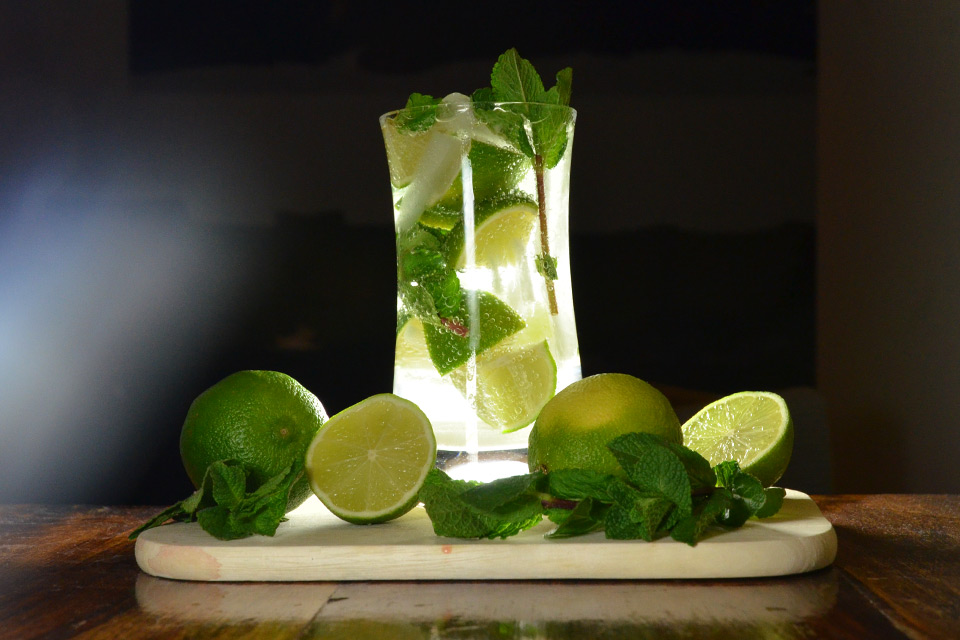
Mojito mit Minze und Limetten

Ein Mojito besteht traditionell aus fünf Zutaten: etwa 5 cl weißer kubanischer Rum, etwa 2,5 cl Limettensaft, 6–8 Blätter frische Minze, 3 BL weißer Rohrzucker (beziehungsweise 2 cl Zuckersirup) und Sodawasser. Er wird für gewöhnlich direkt in einem Longdrink- oder Highballglas zubereitet (in der Fachsprache built in glass). Dabei gibt man Minzeblätter, frischen Limettensaft und Zucker in das Glas und rührt um, um die Aromen der Minze freizusetzen und den Zucker aufzulösen, danach folgt der Rum. Die Mischung kann dann noch einige Minuten ziehen, danach wird das Glas mit Cracked Ice (grob zerstoßenem Eis) gefüllt und etwas Sodawasser – etwa 4 cl – darüber gegossen. Als Garnitur werden ein bis zwei Minzezweige mit der flachen Hand leicht „angeklatscht“, damit sich die ätherischen Öle freisetzen, und in das Glas gesteckt, sowie mit einem Trinkhalm serviert.

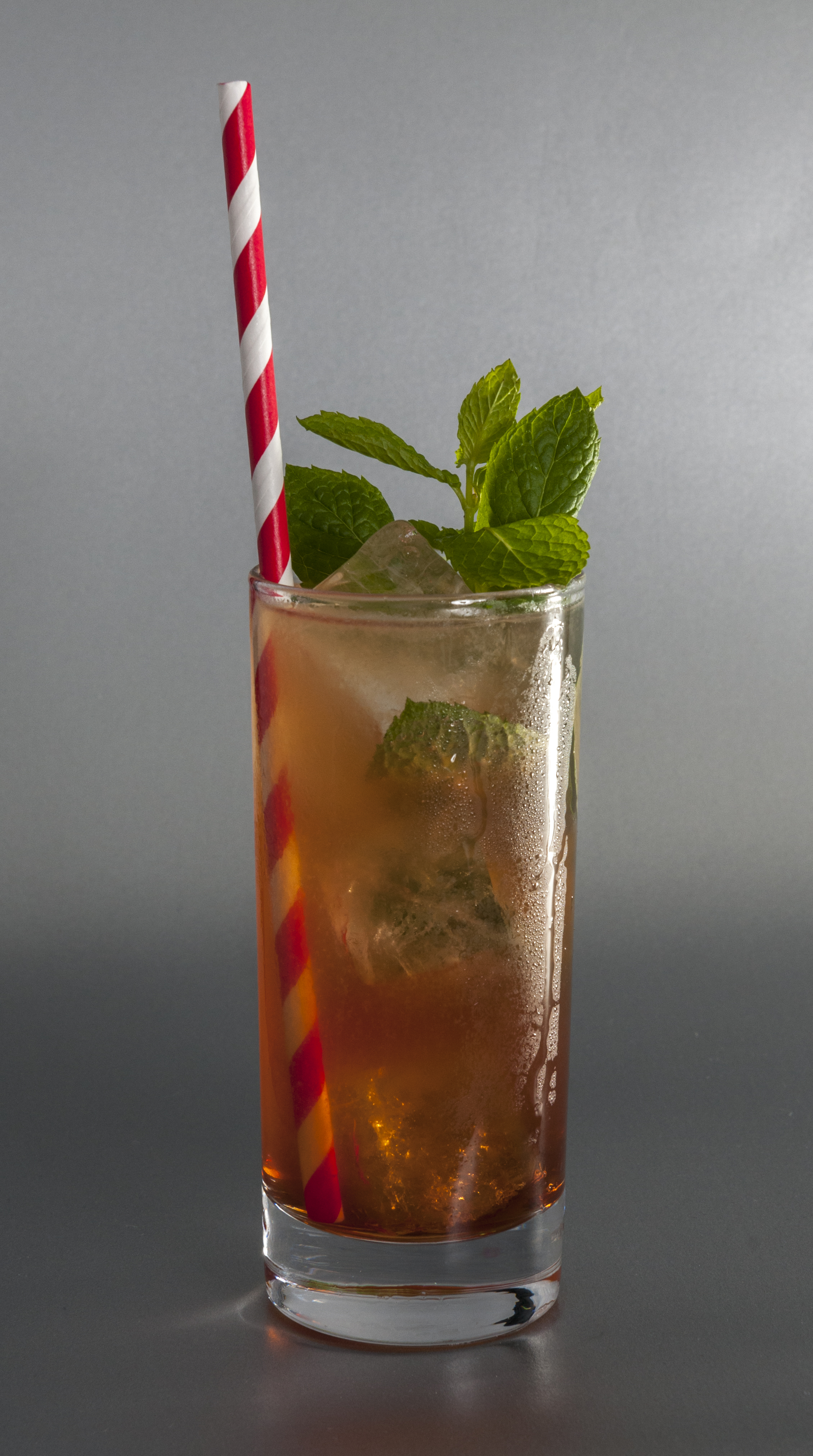
Sloppy Joe’s Mojito (Mojito-Variante mit Granatapfelsirup)

Die wichtigste Minze für kubanische Mojitos ist die Art Hierba Buena mit dem wissenschaftlichen Namen Mentha nemorosa, auch bekannt als Hainminze, Zottige Minze oder Hemingway-Minze. Sie ist krautiger im Geschmack als die Pfefferminze oder die Grüne Minze und hat ein erfrischendes, weniger scharfes Aromaprofil. Die Cocktail-Historiker Anistatia Miller und Jared Brown weisen darauf hin, dass der Mojito im Kern ein aromatisierter Ron Collins (ein Rum-Collins) bzw. (Rum)-Rickey sei, daher sollte – wie auf Kuba üblich – frisch gepresster Saft verwendet werden, anstatt die Limetten im Glas zu zerstoßen, desgleichen nur weißer (statt braunem) Zucker. Streuzucker sorge dafür, dass er durch Reibung die ätherischen Öle freisetzt, ohne die Minze dabei zu zerkleinern. Cracked Ice ist zudem gröber als Crushed Ice, welches die Minze zerbrösele und eine „grüne Suppe“ entstehen lasse.

## Sonstiges
Der gleichnamige Alkopop hat nur wenig Ähnlichkeit mit einem echten, frisch zubereiteten Mojito. Weiterhin gibt es ein alkoholfreies Brausepulver unter der Bezeichnung Mojito.